# هاتا ایکوهیتو
هاتا ایکوهیتو (به ژاپنی: 秦 郁彦, Hata Ikuhiko)؛ زادهٔ ۱۲ دسامبر ۱۹۳۲) دانشمند در زمینه تاریخ ژاپن اهل ژاپن است.